# Олимпико
Олимпико (итал. Teatro Olimpico) — театр в городе Виченца, спроектированный архитектором эпохи итальянского Возрождения Андреа Палладио в 1580 году по образцу древнегреческих театронов. Первый крытый театр в истории Европы.
Реализация проекта на основе существовавшей средневековой постройки была поручена Андреа Палладио «Олимпийской Академией» (Accademia Olimpica), основанной в 1555 году для многих культурных начинаний, в том числе возрождения постановок древнегреческих комедий и драм. Строительство началось в 1580 году и было завершено 3 марта 1585 года, после завершения Винченцо Скамоцци работы над знаменитыми декорациями. Деревянные конструкции театра — уникальный объект эпохи Возрождения, дошедший до нас в прекрасном состоянии.
Театр до настоящего времени является местом проведения концертов и сценических постановок. В 1994 году Театр Олимпико был включен в список Всемирного наследия ЮНЕСКО вместе с другими палладианскими постройками в регионе Венето.

## История
Театр Олимпико является последним проектом Андреа Палладио и считается одним из его шедевров, наряду с Виллой Альмерико-Капра ла Ротонда, Виллой Корнаро, Виллой Барбаро с росписями Паоло Веронезе и находящимся неподалёку Палаццо Кьерикати. Знаменитый архитектор, вернувшийся из Венеции в 1579 году, воплотил в этом сооружении свои идеи, которые явились результатом изучения темы классического театра, основанные, в том числе на тексте трактата Витрувия «Десять книг об архитектуре» и на непосредственном изучении руин древнеримских театров, сохранившихся к тому времени (например, театр Берга в Виченце).
Среди основателей Олимпийской Академии числился и сам Палладио, который проектировал для постановок Академии сценические площадки в разных частях города до тех пор, пока Академия не добилась от муниципалитета предоставления специального места, где можно было бы реализовать проект постоянной театральной сцены. Таким местом стали бывшие старые темницы, являющегося частью средневековой крепости, которая множество раз перестраивалась и до своего окончательного запустения использовалась, в том числе, как тюрьма и пороховой склад. Как остроумно заметил Д. Е. Аркин в очерке «Палладио в Виченце», «громкое название» Олимпийской Академии «уцелело для мира только благодаря тому, что в этом здании Палладио соорудил свой знаменитый „Театро Олимпико“».
Работа над театром началась в 1580 году, однако в том же году Андреа Палладио скончался, работы по эскизам архитектора были продолжены его сыном Силлой и завершились в 1584 году.
В своём проекте Палладио, соответственно задачам Олимпийской Академии, стремился воссоздать не римский амфитеатр, а древнегреческий театрон (греч. θέατρον), в котором скамьи для зрителей расположены полукругом, логейон (возвышение, помост), укреплённый на проскении, и скену («задник») — вертикальную стенку позади логейона, выполняющую функцию декорации. Скену архитектор задумал сделать с эффектом усиленной линейной перспективы, создающей эффект «обманчивого глаза» или «тромплёй» (фр. trompe-l'œil — обманчивый глаз, обманчивая видимость). Созданные в рельефе перспективы улиц, открывающиеся сквозь проёмы скены, издали кажутся глубокими, а на деле имеют глубину всего в несколько метров. Ракурсы архитектурных деталей усиливают ощущение глубины. Однако вопреки исторической правде вместо древнегреческих параскениумов Палладио, верный своим пристрастиям, использовал не греческую, а древнеримскую архитектуру триумфальных арок. Сам театрон завершается колоннадой, плоский деревянный потолок расписан под «настоящее небо», как в Древней Греции. Этот оригинальный проект реализовал лучший ученик и последователь выдающегося мастера Винченцо Скамоцци.
По обстоятельному определению Д. Е. Аркина:

 «Палладио в этой работе «с великим искусством сумел подчинить даже это чисто интерьерное решение театрального зала идее фасада, соорудив на сцене пышную архитектурную композицию, где собраны как будто все отдельные формы, все детали, все декоративные мотивы, применявшиеся им в различных сооружениях. Эта концентрация архитектурных форм делает портал „Театро Олимпико“ своего рода сжатой энциклопедией Палладиевой архитектурной формы. Колонны, пилястры, ниши, фронтоны, сандрики, скульптуры — всё представлено на небольшой плоскости сценического фона в строгом порядке… И хотя сама эта декорация насквозь архитектурна, именно здесь лишний раз убеждаешься в том, как много чисто декоративного в Палладиевой архитектуре. Для этого гениального мастера существовал только один язык прекрасного — язык тех форм, которые он брал из античности и которые регламентировал с такой точностью. Эти формы в его глазах были единственно возможным средством внесения красоты и гармонии в саму жизнь» 
.
Театр был торжественно открыт 3 марта 1585 года постановкой «Царя Эдипа» Софокла и хорами Андреа Габриэли. По этому поводу, а также в ряде других торжеств, росписи скены, которые изображают семь дорог Фив, были освещены оригинальной и сложной системой искусственного освещения, изобретённой самим Скамоцци. Скена была сделана из дерева и штукатурки для временного пользования, но она никогда не перестраивалась, и несмотря на угрозы пожаров и разрушений во время военных бомбардировок, чудом сохранилась до наших дней.
С постройкой театра Олимпико была реализована мечта многих поколений гуманистов и архитекторов эпохи Возрождения: воссоздать античный театр. В 1986—1987 годах театр Олимпико был капитально отреставрирован.
Театр используется до настоящего времени, обычно для классических постановок и музыкальных концертов. Постановки проходят весной и осенью. Из опасения нанесения вреда хрупкой конструкции театра, он не снабжен системами отопления и вентиляции. Более того, из соображений безопасности, театр обладает ограниченной вместимостью — не более 470 человек.
В 10-х годах XX века город Виченцу посетил российский писатель и художественный критик Павел Павлович Муратов, оставивший в знаменитой книге «Образы Италии» такие воспоминания:

Есть нечто почти детское в изобретательности Палладио, соорудившего из досок и штукатурки этот овал скамей и эту замыкающую его колоннаду, эти торжественные фасады сцены и эти улицы, видимые сквозь арки, где «волшебства перспективы» заставляют нас видеть на протяжении реальных десяти шагов иллюзорные бесконечности дворцов и портиков. Целое племя статуй, — герои, ораторы, поэты, изгибают колена на каждом выступе сцены и жестикулируют в каждой нише театра. В прохладной полутьме пустого зрительного зала являют они напрасно своё безмолвное красноречие, в то время как пыль веков тихо ложится на их белые головы и скопляется в складках их гипсовых тог.
— Павел Муратов. «Образы Италии»
Внутреннее убранство театра дополнено девяносто пятью статуями, выполненными из камня и штукатурки. Статуи выполняли Агостино Рубини и Камилло Мариани. Изображённые персонажи имеют отношение к основанию Олимпийской академии или же самого театра. Грандиозная центральная часть скены выполнена в коринфском ордере и была вдохновлена конструкцией римских триумфальных арок. На центральном аттике на одиннадцати полях изображены двенадцать подвигов Геракла. В центре, среди двух фигур Фамы, изображен стадион с гонками на колесницах — герб Академии и память об олимпийских играх, основанных Гераклом — покровителем Виченцы и символом человека, достигающего славы. Снизу прописан девиз академии, строки, заимствованные у Вергилия — «Нic opus, hic labor est» (Вот это подвиг — вот это труд!).

## Античный театр в России
Проект театра Олимпико в Виченце был положен в основу другого выдающегося проекта создания Эрмитажного театра в Санкт-Петербурге, построенного в 1783—1787 годах итальянским архитектором Джакомо Кваренги. Здание петербургского театра возведено на Дворцовой набережной поблизости от Зимнего дворца.
Архитектор Кваренги был убеждённым палладианцем, поэтому в качестве прототипа, не без участия императрицы Екатерины II, он выбрал древнегреческий театрон, а для гравированного издания 1787 года, посвящённого Эрмитажному театру в Санкт-Петербурге, Кваренги выполнил обмерный чертёж театра Олимпико в Виченце. Относительно небольшое помещение с петербургским театроном, орхестрой и скеной, сделанными из дерева и расписанными под мрамор, напоминает также древнегреческий театр в Эпидавре.